# Duel à Dakar
Pour les articles homonymes, voir Dakar (homonymie).
Pour plus de détails, voir Fiche technique et Distribution.
Duel à Dakar est un film français réalisé en 1951 par Georges Combret et Claude Orval, sorti en 1952.

## Fiche technique
- Titre : Duel à Dakar
- Réalisation : Georges Combret et Claude Orval
- Scénario et dialogues : Georges Combret et Claude Orval
- Photographie : Pierre Petit
- Décors : Robert Dumesnil
- Son : Julien Coutellier
- Montage : Germaine Fouquet
- Musique : Hubert Giraud (chansons composées par Jean Dréjac)
- Production : Radius Productions
- Tournage : du 11 juillet au 11 août 1951
- Pays  :  France
- Format :  Noir et blanc - 35 mm - Son mono
- Genre : Drame
- Durée : 80 minutes
- Dates de sortie : 
  - France : 6 décembre 1951 (Selon Imdb) - 11 janvier 1952 selon Ciné-Ressources et Unifrance films - 2 avril 1952 pour encyclocine.com - en 1952 pour data.bnf)

## Distribution
- Maurice Régamey : Robert Vernier
- Irène de Trébert : 	Irène
- Lysiane Rey : Monique Gambier
- François Patrice : Julien Gambier
- Pierre Cressoy : M. Pascal
- Jacques Dynam  : Reinard
- Alexandre Rignault : Martinzal
- René Blancard : Doirel, chef du S.R.
- Paul Azaïs : Marco
- Jean Gaven : Fred
- Jean Clarieux : 	L'agent
- Raoul Marco : Vaminy
- Paul Bonifas : 	Le commandant
- Jean Clarieux : L'agent
- Fransined	: Jimmy
- Robert Le Béal	: 	Max
- Émile Riandreys	: 	Le barman
- André Wasley
- René Lebrun
- Raymond Raynal	: 	Bertrand
- Jean Thielment	: 	Charley
- Michel Flamme : Martin
- Maria Aranda